# Feels like Home (Sigala, Fuse ODG e Sean Paul)
Feels like Home è un singolo del DJ e produttore britannico Sigala, del cantante britannico Fuse ODG e del cantante giamaicano Sean Paul, pubblicato il 14 giugno 2018 come ottavo estratto dal primo album in studio di Sigala Brighter Days.
Il singolo ha visto la collaborazione del rapper statunitense Kent Jones.

## Tracce
Download digitale
1. Feels like Home – 3:39